# صنوبر راتنجي
الصنوبر الراتنجي أو الصنوبر الأحمر نوع نباتي شجري من ضرب الصنوبر الحقيقي يتبع الفصيلة الصنوبرية. ينتشر في شمال شرق الولايات المتحدة وجنوب شرق كندا.

## معرض صور

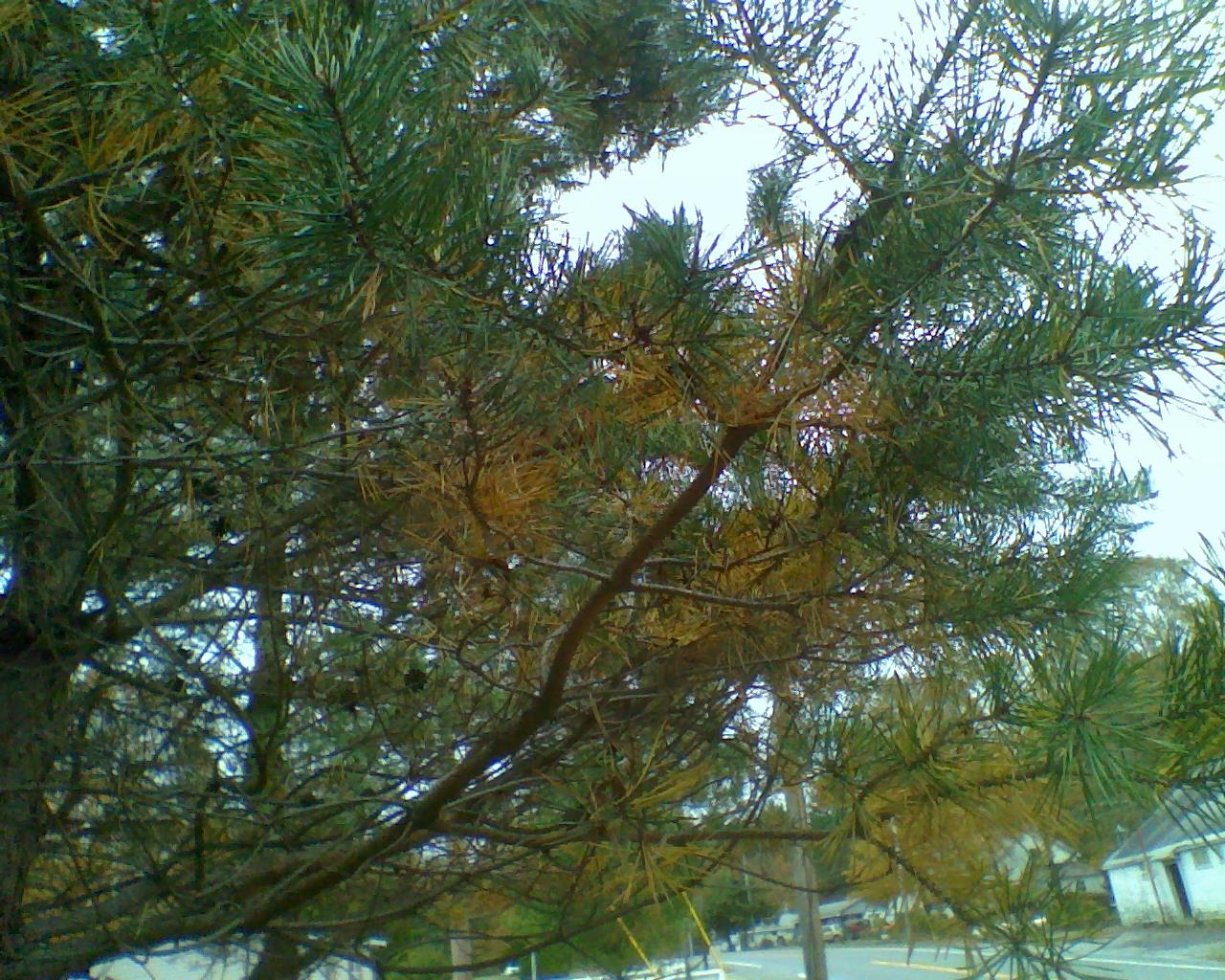
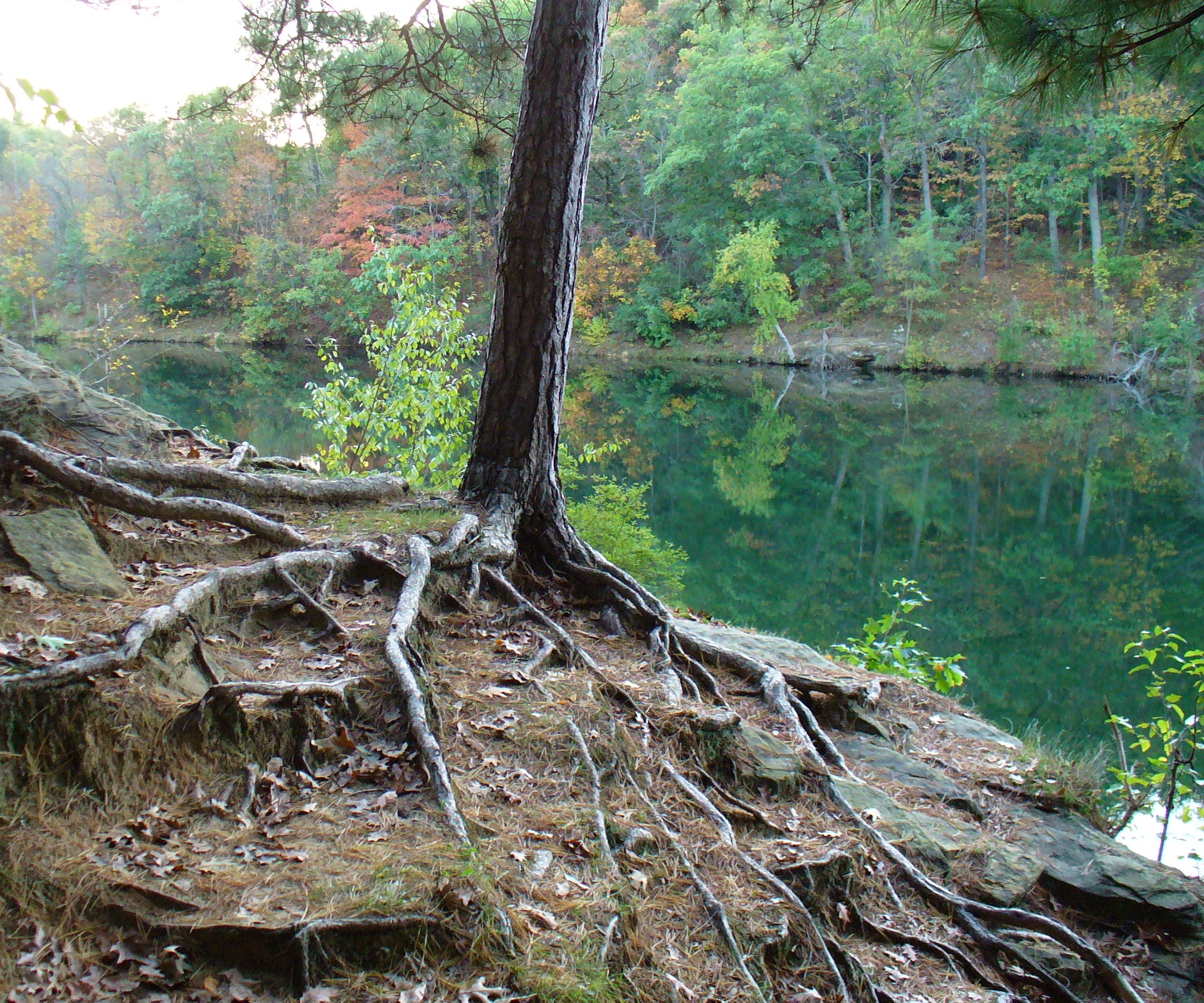
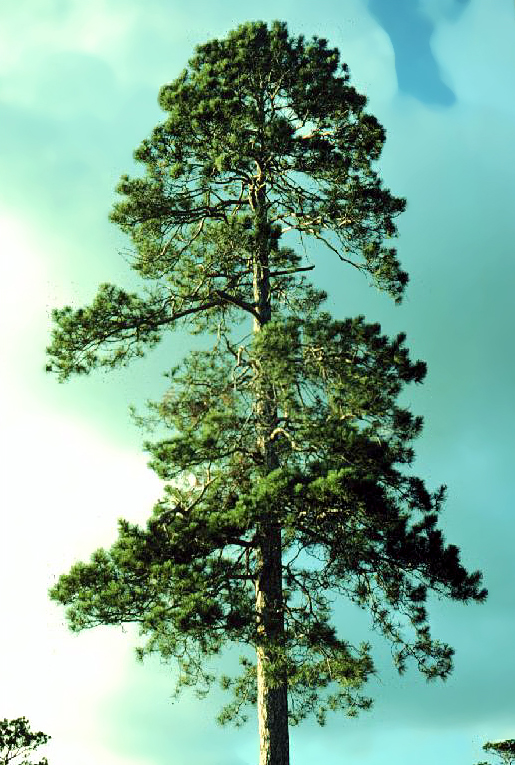